# Jaafar Jackson
Jaafar Jeremiah Jackson (25 de julho de 1996) é um cantor, dançarino e ator americano. Ele é filho de Jermaine Jackson e Alejandra Genevieve, sobrinho de Michael e Janet Jackson.
Jackson apareceu em vídeos musicais e é destaque em The Jacksons: Next Generation. Ele lançou seu single de estreia "Got Me Singing" em 2019, cujo clipe foi gravado no Rio de Janeiro. Ele fará sua estreia no cinema interpretando seu tio, Michael Jackson, no próximo filme Michael.

## Biografia
Jaafar Jackson nasceu em Los Angeles no dia 25 de julho de 1996. Seu pai é Jermaine Jackson da família Jackson e sua mãe é Alejandra Genevieve Oaziaza, que anteriormente namorou Randy Jackson. Ele começou a cantar e dançar aos 12 anos. Ele também tinha aspirações de se tornar um jogador profissional de golfe. Em 2010, quando tinha treze anos, a família de Jackson foi investigada pela polícia e por agentes de proteção infantil em Encino, Los Angeles, depois que ele comprou uma arma de choque online.

## Carreira
Jackson fez covers de músicas de Sam Cooke e Marvin Gaye. Em 2019, lançou seu primeiro single, "Got Me Singing". Ele apareceu em projetos relacionados a Jackson, incluindo The Jacksons: Next Generation e o videoclipe "Love One Another" de Tito Jackson em 2021. De acordo com a revista Empire, ele “estabeleceu sua presença nas redes sociais como um talentoso cantor e dançarino”.
Após um processo de seleção de elenco de dois anos, Jackson foi escalado para o papel principal de seu tio Michael Jackson em um filme biográfico dirigido por Antoine Fuqua e distribuído pela Lionsgate. A mãe de Michael, Katherine Jackson, foi citada como tendo aprovado o elenco, dizendo que ele “incorpora” o filho dela. O próprio Jaafar escreveu em sua conta pessoal no Instagram que se sentiu “lisonjeado e honrado” por ser escalado para o papel. A fotografia principal do filme começou em 27 de novembro de 2023 em Los Angeles, Califórnia. Imagens de Jackson interpretando o papel surgiram online pouco depois.
Em 14 de fevereiro de 2024, uma musica gravada há alguns anos produzida Michael Kurt Jackson intitulada “Universe of Love”, foi vazada sem autorização com o título de "Rebirth of Michael", e, posteriormente removida das plataformas.

## Vida pessoal
Jackson tem um irmão, Jermajesty Jermaine Jackson (n. 2000), e vários meio-irmãos de relacionamentos anteriores de seus pais. Jackson disse que se inspira em sua família musical, bem como em artistas como Bruno Mars, Frank Sinatra e Stevie Wonder.

## Filmografia
| † | Denota trabalhos que ainda não foram lançados |

| Ano  | Título    | Papel           | Notas    |
| ---- | --------- | --------------- | -------- |
| 2026 | Michael † | Michael Jackson | Filmando |